# Pinball Fantasies
Pinball Fantasies è un simulatore di flipper sviluppato da Digital Illusions Creative Entertainment per Amiga nel tardo 1992 e successivamente convertito per Amiga CD32, Atari Jaguar, Game Boy, MS-DOS, PlayStation, Super Nintendo  e in una versione migliorata per Amiga 1200. Il gioco è il seguito di Pinball Dreams e ha preceduto Pinball Illusions.
Nel 2009 la finlandese Cowboy Rodeo lo pubblicò anche per iOS, PlayStation Network, MeeGo, PlayStation Portable e successivamente PS Vita.

## Tavoli
Come Pinball Dreams, Pinball Fantasies contiene una serie di tavoli a tema con vari livelli di difficoltà.
- Party Land
- Speed Devils
- Billion Dollar Gameshow
- Stones 'N Bones